# Suillus mediterraneensis
Bolet méditerranéen, Bolet jaune marbré
Espèce
Statut de conservation UICN

 LC  : Préoccupation mineure
Suillus mediterraneensis, le Bolet méditerranéen, est une espèce de champignon (Fungi) basidiomycète du genre Suillus. Il est caractérisé par son chapeau brunâtre décoloré de jaunâtre.

## Taxonomie
Le nom correct complet (avec auteur) de ce taxon est Suillus mediterraneensis (Jacquet. & J. Blum) Redeuilh, 1992.
L'espèce a été initialement classée dans le genre Boletus sous le basionyme Boletus mediterraneensis Jacquet. & J. Blum, 1969.

### Synonymes
Suillus mediterraneensis a pour synonymes :
- Boletus granulatus var. mediterraneensis Jacquet. & J. Blum, Bull. trimest. Soc. mycol. Fr. 81: 484 (1965)
- Boletus mediterraneensis (Jacquet. & J. Blum) J. Blum, Bull. trimest. Soc. mycol. Fr. 85(1): 42 (1969)
- Suillus mediterraneensis f. xanthus Estadès & Hurtado

### Étymologie
L'épithète spécifique mediterraneensis fait référence à son aire de répartition à tendance méditerranéenne.

### Noms vulgaires et vernaculaires

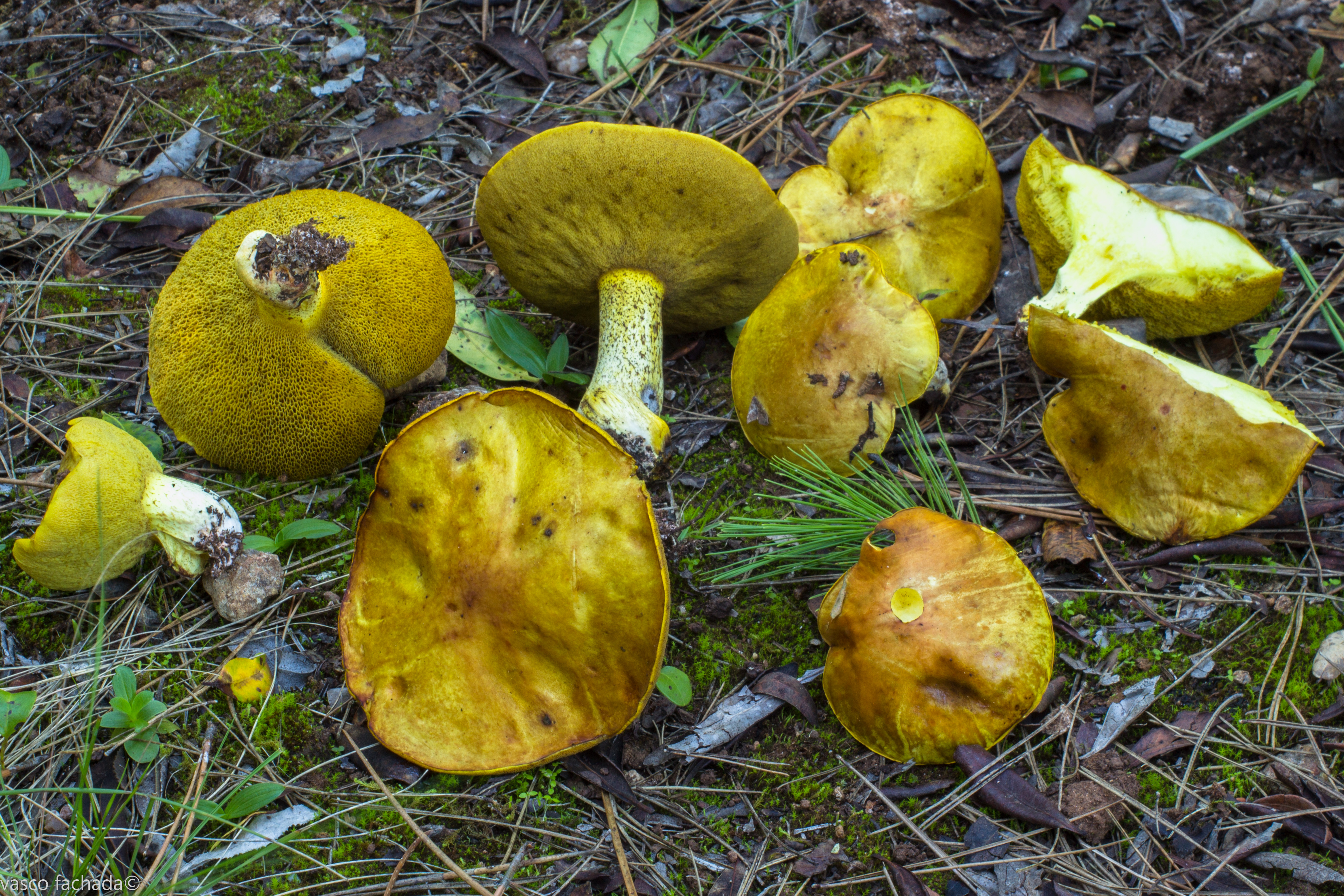
Collection de sporophores de S. mediterraneensis au Portugal.

Ce taxon porte en français les noms vernaculaires ou normalisés suivants : bolet méditerranéen, bolet jaune marbré.
Suillus mediterraneensis porte aussi le nom vernaculaire populaire de "Pissacan", du Provençal Pissa-can, signifiant une plante ou un champignon sur lequel les chiens urinent, en réfèrence à l'aspect gluant et à la comestibilité médiocre de cette espèce (et des espèces proches). Ce terme est souvent utilisé de façon vague et inexacte, il est aussi utilisé pour faire réfèrence à n'importe quel Suillus de la section Granulati (Suillus granulatus, Suillus collinitus, Suillus bellinii, Suillus mediterraneensis), ou encore à n'importe quelle espèce du genre Suillus, c'est-à-dire la plupart des bolets à l'aspect gluant et flasque. Néanmoins, il s'agit du nom sous lequel cette espèce et ses proches sont recherchées dans le Sud de la France à des fins de consommation.

## Description du sporophore
Les bolets sont des champignons dont l'hyménophore, constitué de tubes et terminés par des pores, se sépare facilement de la chair du chapeau. Ce chapeau d'abord rond, recouvert d'une cuticule, devient convexe à mesure qu’il vieillit. Ils ont un pied (stipe) central assez épais et une chair compacte. Les caractéristiques morphologiques de S. mediterraneensis sont les suivantes :
Son chapeau est jaune terne, rapidement brun orangé à orangé cuivré par plages.
L'hyménophore présente des pores jaune olivâtre.
Son stipe est blanc ponctué de taches brunes, plus nombreuses dans la moitié supérieure. À la fin ces granules sont brun pourpre à noirâtres sur toute la longueur du stipe.
La chair est jaune dans le chapeau et le bas du stipe, puis sur toute la longueur à maturité. Son mycélium est rose, parfois peu évident à déceler.

### Réactions chimiques
La base du stipe réagit à l'iode en devenant vert bouteille.

## Galerie

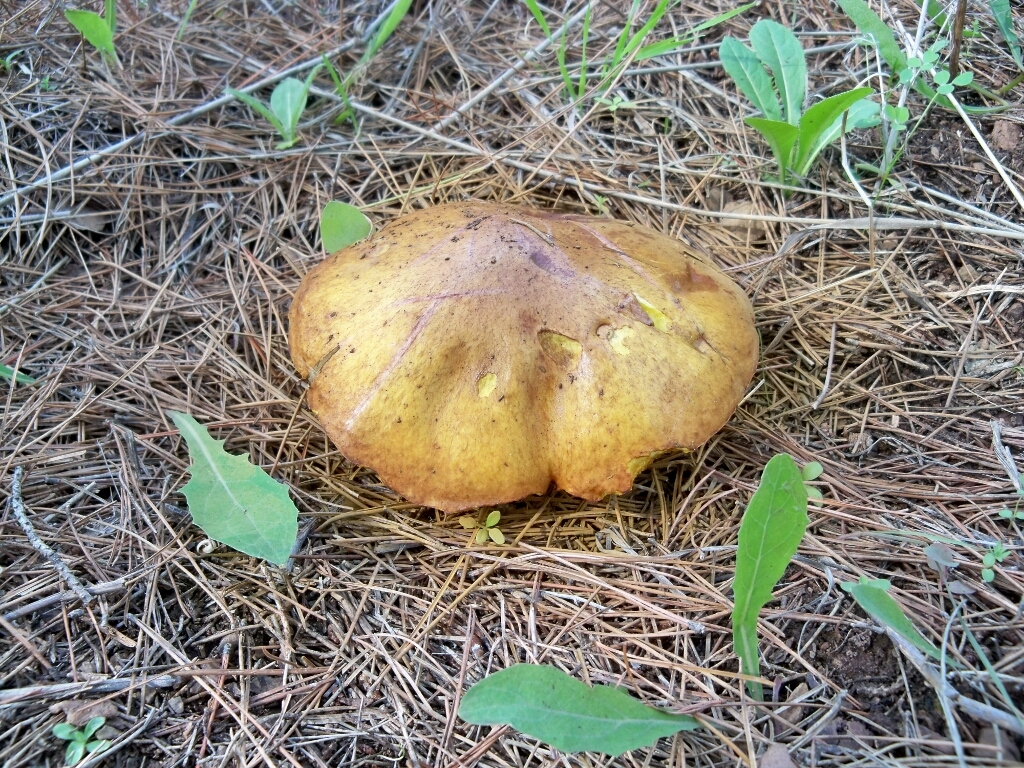
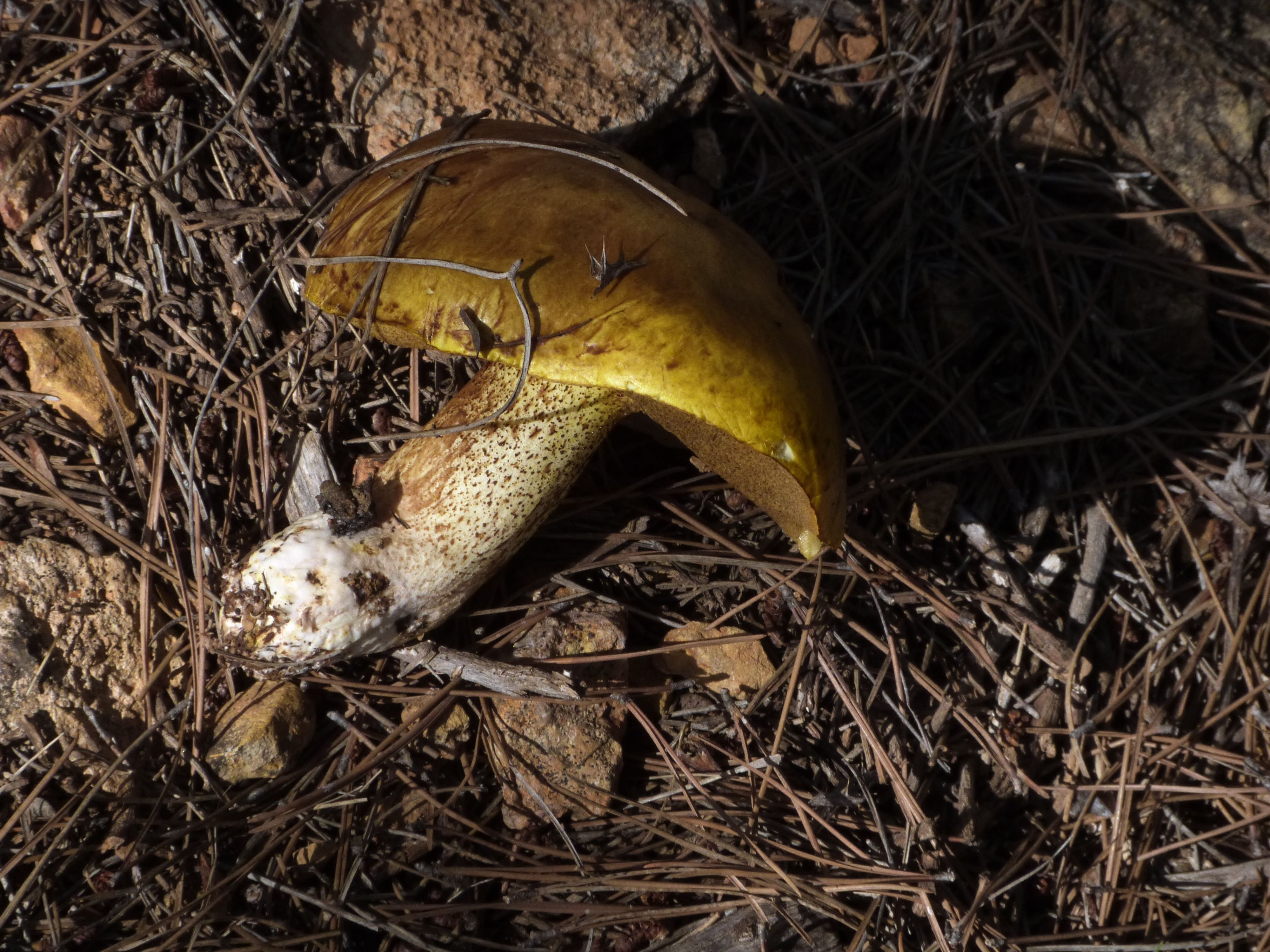
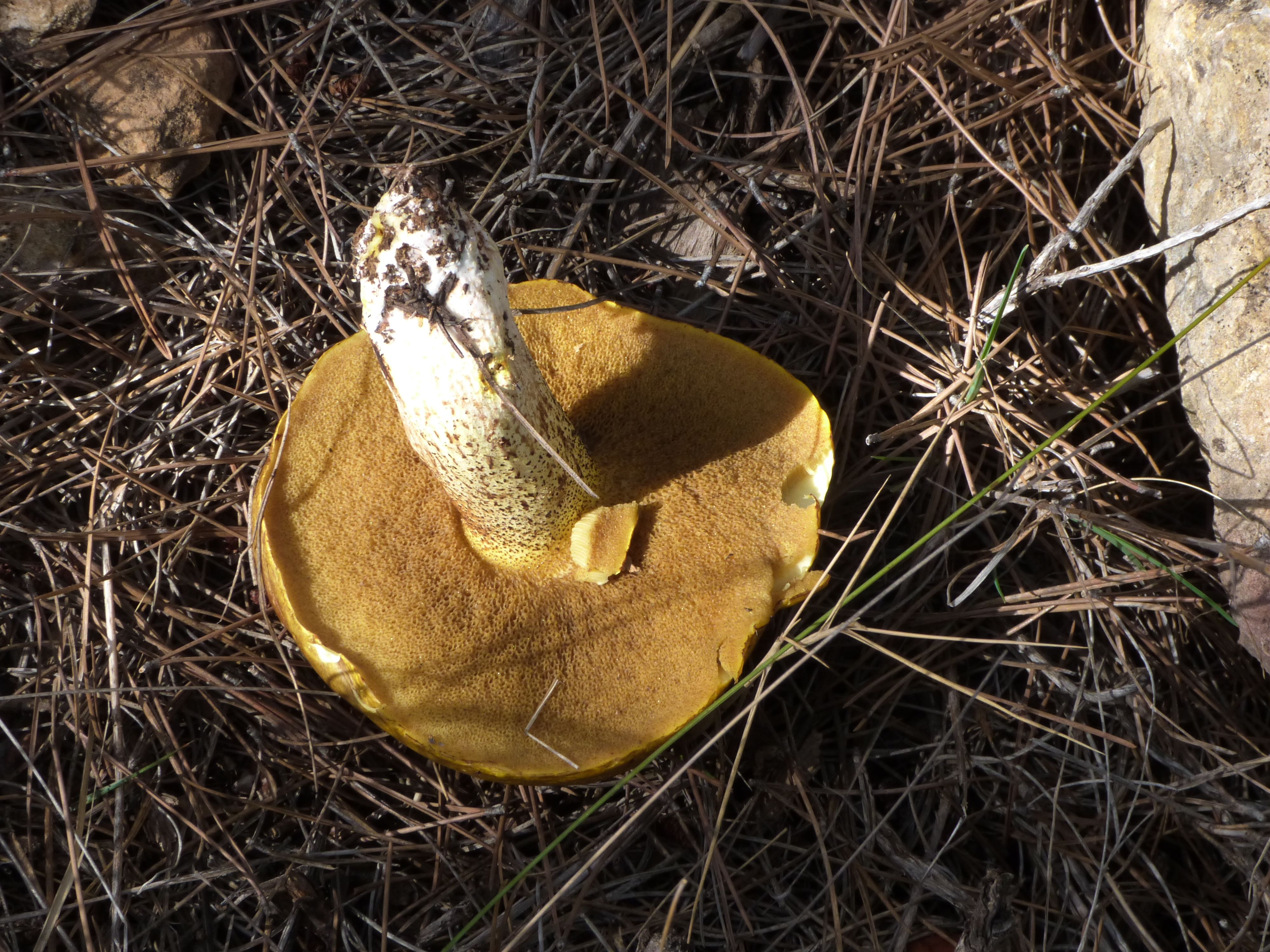
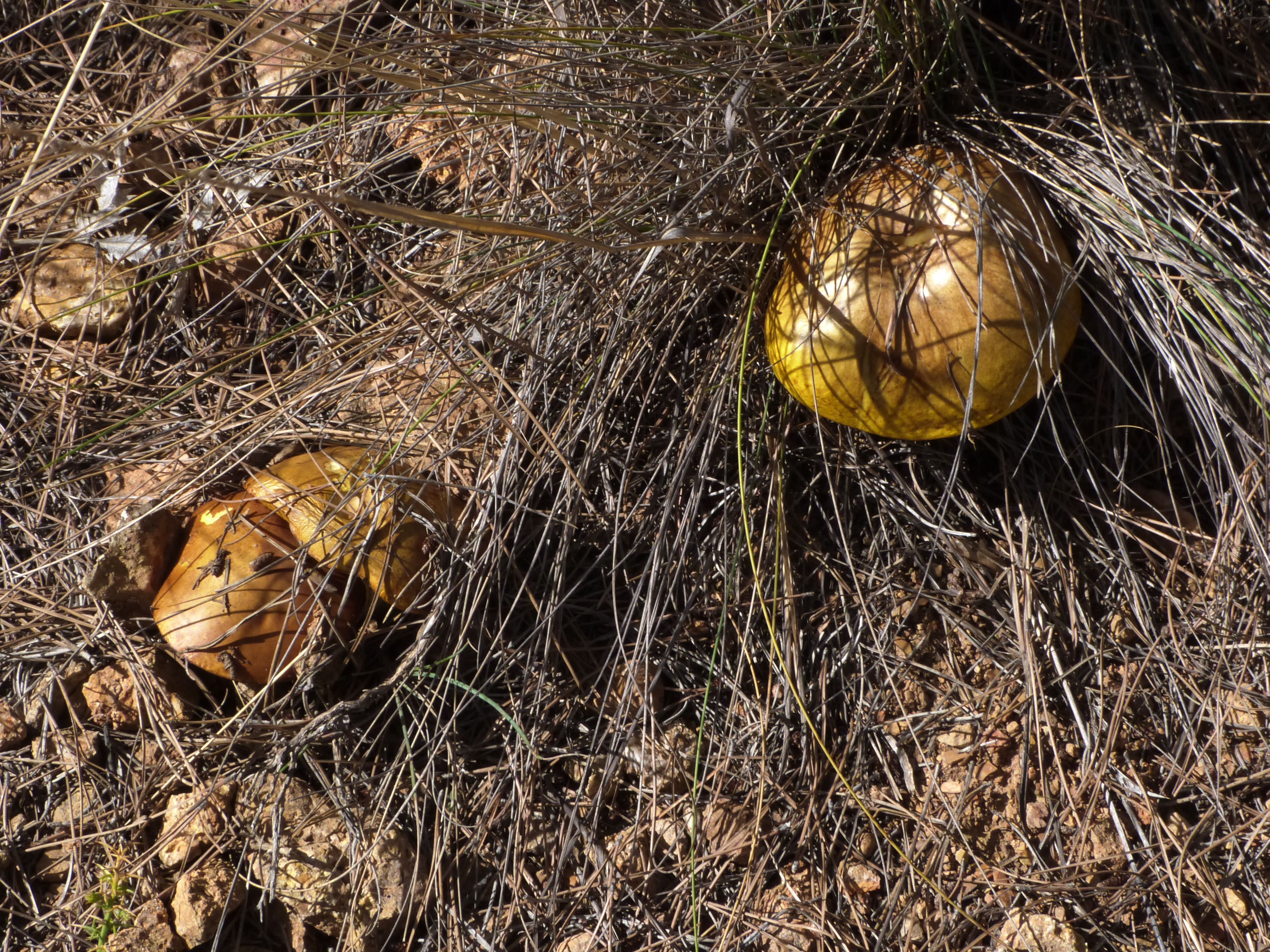
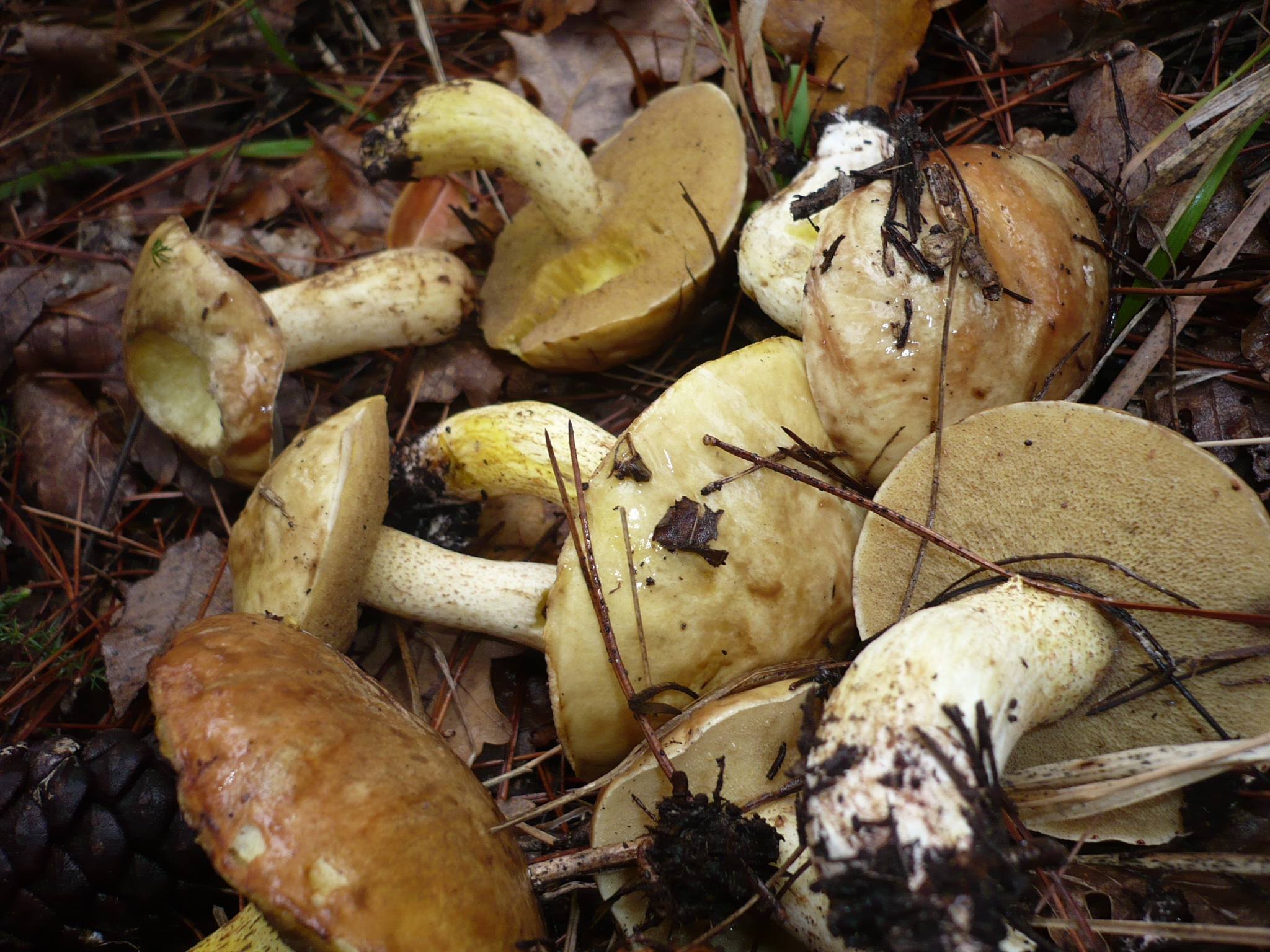

### Caractéristiques microscopiques
Ses spores mesurent 9-12 x 4-5 µm.

## Variétés et formes
- Suillus mediterraneensis f. xanthus

## Habitat et distribution
Il s'agit un champignon ectomycorhizien, méditerranéen, poussant sous pins, surtout sous Pinus halepensis (pin d'Alep). Automne-hiver.

## Statut de conservation

### Régional
- Auvergne-Rhône-Alpes : classement de cette espèce en catégorie EN (En danger) au niveau régional[7].

## Comestibilité
En Provence, le Bolet méditerranéen est très recherché, comme les autres bolets du même groupe (Suillus granulatus, Suillus collinitus, Suillus bellinii), sous le nom de "pissacans", il faut néanmoins le consommer avec modération car il est laxatif . Le genre Suillus ne comprend que des espèces comestibles qui varient à la fois en termes de prévalence et de pertinence pour la consommation alimentaire, et en termes de fréquence à laquelle elles peuvent provoquer des troubles gastro-intestinaux chez les consommateurs. Des effets laxatifs peuvent se produire chez des individus prédisposés ou à la suite d'une consommation importante, parfois à la limite d'une véritable intoxication gastro-intestinale. Cet effet laxatif semble plus prévalent chez les espèces de Suillus de la section Granulati, dont S. mediterraneensis fait partie. Il est plus ou moins laxatif selon la tolérance individuelle, la quantité consommée et le degré de maturité des spécimens consommés. Pour cela il est préconisé de ne cueillir que des jeunes spécimens, de retirer le pied fibreux, de peler la cuticule et de consommer une quantité modeste la première fois pour évaluer sa propre tolérance aux effets laxatifs.

## Confusions possibles
Ce bolet peut être résumé comme étant un « mixte » de trois autres : le chapeau de S. granulatus en plus bariolé, le stipe moucheté de S. bellini, le mycélium rose de S. collinitus.
- Le Bolet de Bellini (Suillus bellinii) possède un pied assez court, plus clair, non rose à la base, des pores blancs dans sa jeunesse et a souvent du blanc-crème sur le chapeau[6]. Comestible jeune, bien cuit, en quantité limitée, après évaluation de sa tolérance aux effets laxatifs.
- Le Bolet à base rose (Suillus collinitus) possède des granulations plus fines sur le stipe, un chapeau plus terne et n'est pas forcément méditerranéen[6]. Comestible jeune, bien cuit, en quantité limitée, après évaluation de sa tolérance aux effets laxatifs.